# Rompon
Rompon är en kommun i departementet Ardèche i regionen Auvergne-Rhône-Alpes i sydöstra Frankrike. Kommunen ligger  i kantonen La Voulte-sur-Rhône som ligger i arrondissementet Privas. År 2022 hade Rompon 1 141 invånare.

## Befolkningsutveckling
Antalet invånare i kommunen Rompon
Referens: INSEE